# Хулио, Джохан
Джохан Эсмаидес Хулио Паласиос (исп. Jhojan Esmaides Julio Palacios; род. 11 февраля 1998, Кито) — эквадорский футболист, полузащитник клуба ЛДУ Кито и сборной Эквадора.

## Клубная карьера
Хулио — воспитанник клуба ЛДУ Кито. 25 июня 2016 года в матче против «Универсидад Католика» он дебютировал в эквадорской Примере. 22 октября 2017 года в поединке против «Дельфина» Джохан сделал «дубль», забив свои первые голы за ЛДУ Кито. В 2018 году он помог клубу выиграть чемпионат, а спустя год завоевать Кубок Эквадора. В 2022 году Хулио на правах аренды перешёл в бразильский «Сантос». 9 апреля в матче против «Флуминенсе» он дебютировал в бразильской Серии A. 14 апреля в поединке Южноамериканского кубка против «Универсидад Католика» Джохан забил свой первый гол за «Сантос». По окончании аренды игрок вернулся в ЛДУ Кито.

## Международная карьера
22 марта 2019 года в товарищеском матче против сборной США он дебютировал за сборную Эквадора.

## Достижения
Клубные
 ЛДУ Кито
- Победитель эквадорской Серии A — 2018
- Обладатель Кубка Эквадора — 2019